# IC 551
IC 551 ist eine Spiralgalaxie mit aktivem Galaxienkern vom Hubble-Typ Scd im Sternbild Löwe an der Ekliptik. Sie ist schätzungsweise 377 Millionen Lichtjahre von der Milchstraße entfernt und hat einen Durchmesser von etwa 90.000 Lichtjahren.
Im selben Himmelsareal befindet sich u. a. die Galaxie NGC 2948.
Das Objekt wurde am 10. April 1893 vom französischen Astronomen Stéphane Javelle entdeckt.